# Atalophlebioides
Atalophlebioides is een geslacht van haften (Ephemeroptera) uit de familie Leptophlebiidae.

## Soorten
Het geslacht Atalophlebioides omvat de volgende soorten:
- Atalophlebioides annulatum
- Atalophlebioides bundutum
- Atalophlebioides crassum
- Atalophlebioides cromwelli